# 中甲状腺静脈
中甲状腺静脈（ちゅうこうじょうせんじょうみゃく）は頭頸部の静脈の一つ。甲状腺下部からの血液を運ぶ血管で、喉頭や気管からも一部の静脈が合流し、最終的には内頸静脈下部に合流する。

## 追加画像

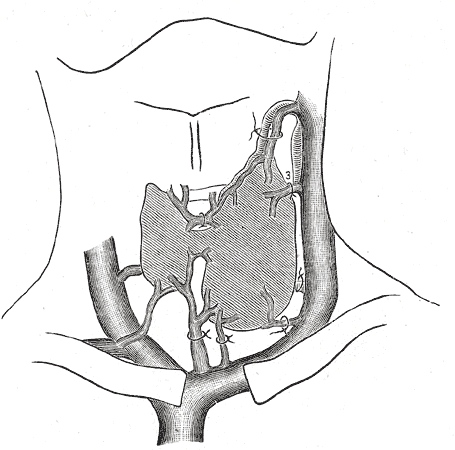
Diagram showing common arrangement of thyroid veins.
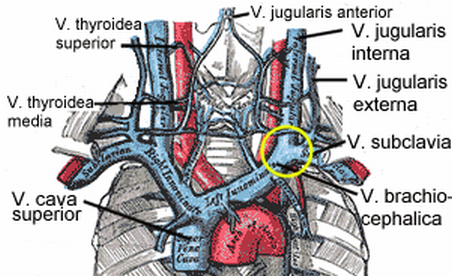
The venæ cavæ and azygos veins, with their tributaries.

この記事にはパブリックドメインであるグレイ解剖学第20版（1918年）649ページ本文が含まれています。